# Stanley Chapple
Stanley Chapple (* 29. Oktober 1900 in London; † 21. Juni 1987) war ein britischer Dirigent und Musikpädagoge.

## Leben
Chapple gewann achtjährig ein Stipendium der London Academy of Music, wo er seine musikalische Ausbildung erhielt. Seine ersten Auftritte als Dirigent hatte er im Alter von sechzehn Jahren. 1920 wurde er zum Direktor der City of London School's Opera berufen. Von 1921 bis 1924 arbeitete er als Korrepetitor und Assistenzdirigent der British National Opera Company. 1922 gründete er das Modern Chamber Orchestra, mit dem er sich der Aufführung von Werken zeitgenössischer Komponisten widmete. Im gleichen Jahr lud ihn das London Symphony Orchestra als Gastdirigent ein. Ab 1923 war er zudem ständiger Gastdirigent des BBC Symphony Orchestra und Dirigent der Robert Mayer Concerts für Kinder.
Von 1924 bis 1930 war Chapple Chefdirigent der Vocalian Gramophone Company. In den Folgejahren trat er als Gastdirigent mit den führenden europäischen Sinfonieorchestern wie dem Berliner Philharmonischen Orchester, den Wiener Symphonikern, dem Residentie Orkest Den Haag und dem Sinfonieorchester der Nationalphilharmonie Warschau auf. Zwischen 1935 und 1939 betreute er die Opernklassen und -produktionen der Guildhall School of Music and Drama. 1939 war er der Dirigent der englischen und spanischen Sektion bei den Weltmusiktagen der Internationalen Gesellschaft für Neue Musik in Warschau.
Chapples Plan einer Tournee durch die Sowjetunion wurde 1939 durch den Ausbruch des Zweiten Weltkrieges zunichtegemacht. Er hielt sich zu der Zeit in den USA auf und übernahm die Leitung des National Symphony Orchestra bei den Watergate Barge Concerts. 1940 wurde er Direktor der vom Boston Symphony Orchestra gegründeten Schule für Dirigenten und Orchestermusik, aus der Tanglewood hervorging. Einer seiner ersten Schüler dort war Leonard Bernstein.
1948 wurde Chapple Direktor der Musikschule der University of Washington. 1950 übernahm er die Leitung der Seattle Symphony. Von 1962 bis zu seiner Emeritierung 1971 war er Direktor des Sinfonieorchesters und der Oper der University of Washington. Danach übernahm er auf Bitten des Bürgermeisters von Seattle, Wes Uhlmann, die Leitung der Seattle Senior Symphony im Rahmen eines Programms, das es ehemaligen Musikern ermöglichen sollte, weiter aktiv am Musikleben teilzunehmen. In den folgenden vierzehn Jahren war er so Dirigent des Musicians Emeritus Symphony Orchestra und des Thalia Symphony Orchestra.

## Schriften
- Language of Harmony
- Class Way to the Keyboard
- Principles of Musicianship